# Ržiše
Ržiše – wieś w Słowenii, w gminie Zagorje ob Savi. W 2018 roku liczyła 102 mieszkańców.